# Multiforme
Multiforme é o nono trabalho musical do cantor Paulo César Baruk, lançado em 2010.. Foi indicado ao Grammy Latino 2010 na categoria Melhor álbum cristão em língua portuguesa.
Neste disco, Paulo César Baruk apresenta canções mesclando vários gêneros, como o canto congregacional, pop, salsa, soul e o rock. O disco foi elogiado pela crítica especializada. O projeto gráfico foi realizado pela Imaginar Design.

## Faixas
| Multiforme     |                                                              |         |  |
| N.º            | Título                                                       | Duração |  |
| 1.             | "Jesus me Ama (Abertura)"                                    | 01:41   |  |
| 2.             | "Filho de Deus"                                              | 04:12   |  |
| 3.             | "Glória"                                                     | 04:47   |  |
| 4.             | "A minha força "Aleluia""                                    | 03:53   |  |
| 5.             | "O meu Querer"                                               | 04:15   |  |
| 6.             | "Somente Deus"                                               | 05:44   |  |
| 7.             | "Reina"                                                      | 05:17   |  |
| 8.             | "Deus Está (feat. Ton Carfi, Hygor Junker e Samuel Mizrahy)" | 03:47   |  |
| 9.             | "Graça"                                                      | 03:33   |  |
| 10.            | "Eu Corro para Ti"                                           | 04:25   |  |
| 11.            | "O Nome de Jesus"                                            | 05:01   |  |
| 12.            | "Tua Presença"                                               | 04:00   |  |
| 13.            | "Flores em Vida"                                             | 04:55   |  |
| 14.            | "Em Nome da Justiça"                                         | 04:55   |  |
| Duração total: | Duração total:                                               | 60:08   |  |